# 1re étape du Tour d'Espagne 2011
La 1re étape du Tour d'Espagne 2011 s'est déroulée le samedi 20 août 2011. Benidorm est la ville de départ et la ville d'arrivée. Il s'agit d'une étape de contre-la-montre par équipes sur 13,5 kilomètres. C'est dans le cadre de la Plage du Ponent qu'est donné le coup d'envoi de ce Tour d'Espagne. C'est la troisième fois que la Vuelta démarre à Benidorm, après les éditions de 1964 et 1987.
La victoire revient à l'équipe luxembourgeoise Team Leopard-Trek devant Liquigas-Cannondale et le Team HTC-Highroad. Le Danois Jakob Fuglsang (Team Leopard-Trek) devient le premier leader du classement général et il endosse le maillot rouge.

## Classement de l'étape
|    | Équipe              | Pays       |    | Temps       |
| -- | ------------------- | ---------- | -- | ----------- |
| 1  | Team Leopard-Trek   | Luxembourg | en | 16 min 30 s |
| 2  | Liquigas-Cannondale | Italie     | +  | 4 s         |
| 3  | Team HTC-Highroad   | États-Unis |    | 9 s         |
| 4  | Astana              | Kazakhstan |    | 10 s        |
| 5  | Movistar            | Espagne    |    | 14 s        |
| 6  | Quick Step          | Belgique   |    | 15 s        |
| 7  | Skil-Shimano        | Pays-Bas   |    | 18 s        |
| 8  | Omega Pharma-Lotto  | Belgique   |    | 18 s        |
| 9  | Garmin-Cervélo      | États-Unis |    | 25 s        |
| 10 | Team Katusha        | Russie     |    | 25 s        |
| 11 | BMC Racing          | États-Unis |    | 27 s        |

|    | Équipe            | Pays        |   | Temps      |
| -- | ----------------- | ----------- | - | ---------- |
| 12 | Euskaltel-Euskadi | Espagne     | + | 28 s       |
| 13 | Saxo Bank-SunGard | Danemark    |   | 28 s       |
| 14 | Team RadioShack   | États-Unis  |   | 29 s       |
| 15 | Rabobank          | Pays-Bas    |   | 30 s       |
| 16 | Lampre-ISD        | Italie      |   | 32 s       |
| 17 | Cofidis           | France      |   | 33 s       |
| 18 | Vacansoleil-DCM   | Pays-Bas    |   | 39 s       |
| 19 | AG2R La Mondiale  | France      |   | 42 s       |
| 20 | Team Sky          | Royaume-Uni |   | 42 s       |
| 21 | Geox-TMC          | Espagne     |   | 43 s       |
| 22 | Andalucía-Cajasur | Espagne     |   | 1 min 03 s |

## Classement général
|    | Coureur           | Pays      | Équipe              |    | Temps       |
| -- | ----------------- | --------- | ------------------- | -- | ----------- |
| 1  | Jakob Fuglsang    | Danemark  | Team Leopard-Trek   | en | 16 min 30 s |
| 2  | Fabian Cancellara | Suisse    | Team Leopard-Trek   | +  | 0 s         |
| 3  | Maxime Monfort    | Belgique  | Team Leopard-Trek   |    | 0 s         |
| 4  | Thomas Rohregger  | Autriche  | Team Leopard-Trek   |    | 0 s         |
| 5  | Daniele Bennati   | Italie    | Team Leopard-Trek   |    | 0 s         |
| 6  | Peter Sagan       | Slovaquie | Liquigas-Cannondale |    | 4 s         |
| 7  | Damiano Caruso    | Italie    | Liquigas-Cannondale |    | 4 s         |
| 8  | Eros Capecchi     | Italie    | Liquigas-Cannondale |    | 4 s         |
| 9  | Valerio Agnoli    | Italie    | Liquigas-Cannondale |    | 4 s         |
| 10 | Vincenzo Nibali   | Italie    | Liquigas-Cannondale |    | 4 s         |

## Classements annexes

### Classement par équipes
|   | Équipe              | Pays       | Temps | Temps       |
| - | ------------------- | ---------- | ----- | ----------- |
| 1 | Team Leopard-Trek   | Luxembourg | en    | 16 min 30 s |
| 2 | Liquigas-Cannondale | Italie     | +     | 4 s         |
| 3 | Team HTC-Highroad   | États-Unis |       | 9 s         |